# Dalea rupertii
Dalea rupertii là một loài thực vật có hoa trong họ Đậu. Loài này được A.E. Estrada, Villarreal & M. González mô tả khoa học đầu tiên năm 2004.